# Grand-Fayt

Grand-Fayt este o comună în departamentul Nord, Franța. În 1 ianuarie 2022 avea o populație de 471 de locuitori.